# Nissan Caball
Der Nissan Caball ist ein Lastwagen des japanischen Herstellers Nissan.

## Geschichte
Aufgrund des Kooperationsvertrages zwischen Nissan und der Austin Motor Company wurden die Modelle Nissan A40 und Nissan A50 vermarktet bzw. produziert durch Nissan/Datsun. Weiters bemächtigte dieser Vertrag Nissan/Datsun das Chassis des Austin A50 Cambridge für eigene Modelle sowie Austin Motoren in Lizenz zu verwenden. Ein Ergebnis dieser Kooperation war der Pick-up Nissan Junior der durch einen in Lizenz gebauten Austin-Motor angetrieben, 1956 auf dem Markt erschien. Um das Modellangebot zum Lkw Nissan 580 nach unten hin abzurunden, entwickelte Nissan auf Basis des Junior den Leicht-Lkw Nissan Junior Caball der 1957 erstmals präsentiert wurde. Ab 1962 hieß das Modell nur noch Nissan Caball und war später Basismodell für alle Leicht-Lkw im Konzern wie dem Datsun Cabstar und den von Prince übernommenen Nissan Clipper und Nissan Homer. 1982 wurden all diese Modelle einschließlich des Caball durch den Nissan Atlas der in der Lkw-Version in Europa als Nissan Cabstar (Europa) produziert wurde, ersetzt.

## Nissan Junior Caball C40 / C43 / C140 1957–1961 Nissan Caball C141 1962–1963
Der auf dem B40 Nissan Junior Pick-up basierende Pritschenwagen C40 Junior Caball hatte als Antrieb den in Lizenz gefertigten B-Serie Austin OHV 4-Zylinder-Benzinmotor mit 1500 cm³ und 50 PS Leistung, der hier in Mittelmotor Bauweise unter den 3 Vordersitzen verbaut war. Dadurch ergab sich unterhalb des Mittelsitzes von der Rückseite der Kabine bis hin zum Armaturenbrett ein großer Buckel, was bedeutete, dass man den mittleren Sitz nur als Ablage oder Liege benutzen konnte. Die Gestaltung der Karosserie war eher bauchig und abgerundet und es wurden Selbstmördertüren verbaut. Wie der Junior war der Caball auf einem Leiterrahmen mit je einer Blattfeder vorne und hinten aufgebaut und hatte eine Nutzlast von 2000 kg.
Der Kühlergrill bestand aus zwei Abschnitten. Zwischen den Scheinwerfern gab es einen weiß lackierten Kühlergrill mit vier horizontalen und fünf vertikalen Balken. Diese trugen den Namen Nissan in großen Buchstaben oben und dem Namen Junior in kleinerer Schrift darunter.
Der zweite Teil des Grills saß unter dem weiß gestrichenen Abschnitt und war flaches Blech mit drei horizontalen Schlitzen in der jeweiligen Fahrzeugfarbe lackiert. Über dem Kühlergrill befand sich ein rechteckiges Gitter das in der Mitte das Emblem Caball trug.
Die Kraftübertragung erfolgte mittels Viergang-Schaltgetriebe. Neben dem Pritschenwagen C40 der auch mit einem klappbaren Seiten- und Heckaufbau aus Stahl angeboten wurde, gab es auch den Delivery Van VC40. Dieser war sowohl als Kombi mit 2+3 Sitzplätzen und Laderaum als auch als Kleinbus mit 3+3+3 Sitzplätzen erhältlich.
Auf der Basis des Pritschenwagen bzw. des Fahrgestell wurde auch der Minibus Caball KC40 entwickelt. Dieser hatte eine eigenständige Karosserie und bot 17 Sitzplätze.
1959 wurde die Serie zum C43 Junior Caball, wobei hier im Wesentlichen der Innenraum überarbeitet wurde und der Buckel sich nun nur noch unter dem Mittelsitz befand, wodurch nun ein flacher Boden von einer Tür zur anderen bestand.
Ende der 1950er Jahre lief der Nissan-Lizenzvertrag mit Austin aus. Nissan hatte nun eigene kleinere Benzinmotoren auf den Bau Prinzipien der Austin-Motoren basierend entwickelt. 1960 erschien somit im nun C140 Nissan Junior Caball als einer der ersten Modelle, der Nissan G-Serie 4-Zylinder-Benzinmotor mit 1488 cm³ und maximal 77 PS Leistung. Neben dem Caball gab es den Motor auch im Sportwagen Datsun Z und im ersten Nachkriegs und zweiten Nissan Pkw überhaupt, der Nissan Cedric 30 Limousine. Die chronischen Ölleck-Probleme des Austin-Motor stellte Nissan dank einer kompletten Neugestaltung der Kurbelwelle und dessen Dichtungen ab. Zudem hatte der Nissan Motor zwei statt eines Vergasers wie beim Vorbild.
Mit dem einzigen Unterschied eines Emblem, unterhalb des Caball-Abzeichen, der auf die 71 PS Leistung des Motors im Caball hinwies, entsprach der C140 außer dem Motor komplett dem C43. 
Seltsamerweise wurde das Emblem in deutscher Schrift, also 71PS und nicht etwa 71HP oder ähnliches gehalten. Möglicherweise liegt es daran, dass der C140 Caball nun auch in nichtasiatischen Exportmärkten angeboten wurde wie Australien und Südamerika.
1962 erschien dann der C141 Nissan Caball ohne den Zusatz Junior. Die einzige Änderung hierbei betraf wiederum den Motor, denn nun gab es optional auch den Nissan H-Serie Vierzylinder 1883 cm³ Benzinmotor mit 92 PS Leistung. Dieser trug nun ein 1900-Emblem unter der Caball-Plakette.

## Nissan Caball C141 / C142 1963–1966
1963 erschien ein neuer C141 Caball mit neuer Front und um 180 mm verlängert. Statt eines hatte der Caball nun zwei untereinander angeordnete Scheinwerfer.
Erstmals gab es auch, mit dem Nissan SD22 2164 cm³ mit 70 PS, einen Dieselmotor mit dem allgemeinen Code QC141 und einem Diesel-Emblem unter der Caball-Plakette. Das längere Chassis machte sich auch beim Delivery Van VC141 bemerkbar, den es neben dem Kastenwagen und Kombi nun auch als Minibus KC141 mit bis zu 15 Sitzplätzen gab. Der bisherige Minibus war nun als Nissan Echo mit 17 oder 20 Sitzplätzen ein eigenständiges Modell.
Ende 1965 erschien der Caball C142. Der 1,5L war nun nicht mehr verfügbar und der 1982-cm³-Nissan-H20-Benzinmotor mit 99 PS trat an die Stelle des H-Motors. Bei dieser Version trug er das Emblem 2000 unterhalb der Caball-Plakette.

## Nissan Caball C240 1966–1976
1966 startete der Caball C240 deutlich moderner gestaltet. Die Selbstmördertüren gab es nicht mehr und der Caball hatte nun Quad-Scheinwerfer, zwei direkt nebeneinander angeordnete Scheinwerfer. Der Innenraum war komplett überarbeitet und das Armaturenbrett mehr einem Pkw ähnlich gestaltet. Das Modell wuchs in der Länge, was zur Folge hatte, dass spezielle Aufbauten in den Exportländern nun auch auf dem Caball passten. Bei der Variantenvielfalt tat sich nichts, außer dass der Minibus KC240 nun nur noch 14 statt 15 Sitzplätze hatte. Der Caball C240 wurde trotz kaum nennenswerter Veränderungen zehn Jahre lang gebaut und wurde ein großer Verkaufserfolg für Nissan sowohl im Heimatland als auch im Export. 

## Nissan Caball C340 1976–1982
Die dritte und letzte Generation des Caball wurde im Mai 1976 eingeführt. Diese Generation wurde auch als Nissan Clipper 340 vermarktet und lieferte die technische Basis für den Datsun Cabstar F20 und Nissan Homer F20. Der Caball C340 verwendete das Fahrerhaus und das Fahrgestells des vorhergehenden C240 wurde jedoch in der Länge vergrößert. Das Fahrerhaus wurde im Erscheinungsbild abgerundet und die weiterhin angebotenen Motoren brauchten nun in überarbeiteter Weise weniger Kraftstoff. Außer dem Pritschenwagen und einem Fahrgestell für Aufbauten gab es keine weiteren Karosserievarianten mehr.
Bis Dezember 1981 wurde der Caball C340 parallel mit dem Clipper 340 produziert und dann wie alle Leicht-Lkws des Konzerns durch den Nissan Atlas ersetzt.